# Hornvaxskinn
Hornvaxskinn (Crustoderma corneum) är en svampart som först beskrevs av Bourdot & Galzin, och fick sitt nu gällande namn av Nakasone 1984. Hornvaxskinn ingår i släktet Crustoderma och familjen Meruliaceae.  Arten är reproducerande i Sverige. Inga underarter finns listade i Catalogue of Life.